# Cardamine lyrata
Espèce
Classification phylogénétique
La Cardamine lyre (Cardamine lyrata) est une espèce de plantes à fleurs de la famille des Brassicaceae. C'est une plante d'eau douce trouvée en Asie.

## Origine
À l'état naturel, cette plante se rencontre en Sibérie orientale, Chine (Nord et Est), Corée et au Japon. Elle affectionne tout particulièrement les zones inondables, rives de cours d'eau et bords d'étangs ou de mares.

## Description
Cardamine lyrata se présente sous la forme de tiges plus ou moins enchevêtrées et recherchant la lumière. C'est une plante qui a tendance à grimper mais peut également ressembler à un petit buisson après la taille ou ramper en fonction du niveau d'eau dans lequel elle évolue.
Les tiges se présentent sous la forme de stolons dont chaque nœud porte des racines et bourgeonne pour donner naissance à une feuille. Ces dernières sont très fines et plutôt crénelées, en forme de lyre. Le pétiole est également très fin et le limbe vert clair translucide.

## Utilisation en Aquariophilie
C'est une plante très appréciée des aquariophiles pour son côté délicat et très ornemental.
Elle peut parfois être confondue avec Hydrocotyle leucocephala à cause de ses tiges fort ressemblantes, de la forme de ses feuilles et de ses modes de multiplication et propagation. Mais les feuilles d' Hydrocotyle leucocephala sont plus rigides et plus arrondies.

### Maintenance
C'est une plante qui se maintient très bien en aquarium avec un apport de CO2 journalier, une forte lumière (lampe HQI ou HQL, de l'ordre des 2 à 5 watts/litre), une température comprise entre 15 et 24 °C, un sol suffisamment riche et un PH compris entre 6 et 8.
Si toutes ces conditions sont réunies la croissance peut être très rapide.
Sans cela, la plante végète, la base s'étiole, les tiges se détachent, les feuilles pourrissent et elle finira par mourir.

### Entretien
Il est recommandé de tailler Cardamine lyrata une fois que celle-ci commence à atteindre un volume et un feuillage ne permettant plus à la base du pied de recevoir la lumière dont elle a tant besoin.
La taille des tiges trop longues doit être réalisée à la base du pied, au premier ou second nœud sortant du sol. Elles se bouturent et se replantent très facilement.
Pour les bouturer, il n'est pas recommandé de repiquer des tiges trop longues, mais plutôt de les recouper. L'on conserve alors 5 à 6 centimètres de bouture portant les feuilles naissantes, l'on en fait un nouveau petit buisson pas trop serré et on le replante à une profondeur de 1 à 2 cm dans le sol.
Il ne faut jamais hésiter à couper les tiges trop grandes cela permettra aux petites de prendre le relais et à la plante de se reposer pour pouvoir repartir de plus belle.
On obtient alors un joli petit buisson que l'on nettoie de temps en temps en coupant, non plus les tiges, mais les feuilles gênant le passage de la lumière pour l'ensemble et surtout la base du pied où se développent sans arrêt de nouvelles pousses.

### Multiplication
La multiplication se fait par la taille et le repiquage des stolons qui bourgeonnent et font des racines à chaque nœud.  Cela peut également se produire de façon spontanée sans l'intervention d'une taille.